# 丹後直平

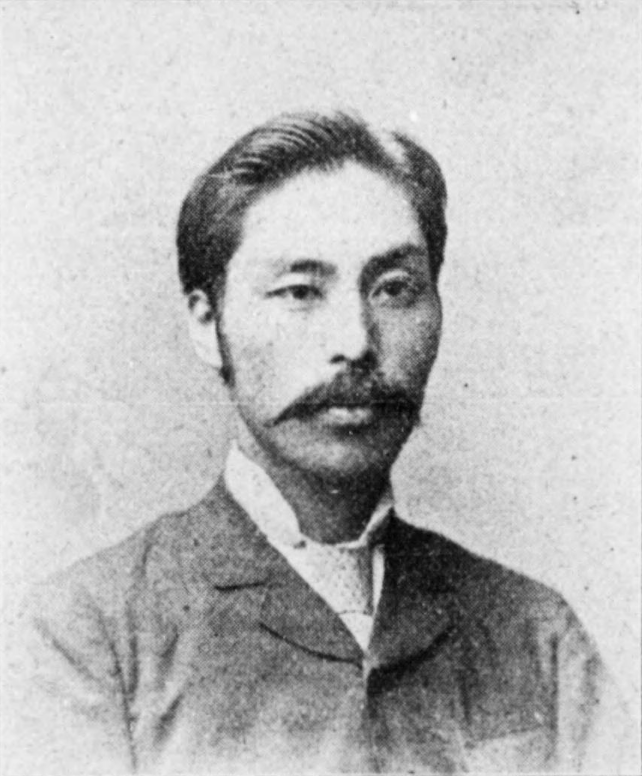
丹後直平

丹後 直平（たんご なおへい、1855年11月18日（安政2年10月9日）- 1920年（大正9年）3月17日）は、日本の実業家、篤農家、政治家。衆議院議員（立憲政友会）。族籍は新潟県平民。

## 経歴
越後国蒲原郡本郷村（後の北蒲原郡中条町大字本郷、現新潟県胎内市）で、丹後宗民の十二男として生まれ、1882年、丹後宗淳の後を相続した。家は医業を営む。
漢学塾に入り漢籍を学ぶ。経伝諸子百家の書を渉猟する。1873年、大学南校に入学する。東京大学文学部で学び、第一科を修める。病により退学して帰郷する。
帰郷後、町村会議員、北蒲原郡会議員、新潟県会議員、学務委員、徴兵参事員などを務めた。実業界では、農業、絵具塗料製造・販売を営み、蚕糸業組合長、中条共立銀行取締役などを務めた。また、北越学館を創設し、館長を務めた。
1890年7月、第1回衆議院議員総選挙に新潟県第二区から出馬して当選。その後、第2回、第3回、第7回、第8回、第9回総選挙でも当選し、衆議院議員を通算六期務めた。この間、地方産業の振興に尽力し、そのため行政経費の削減、国民負担の軽減を主張した。その他、立憲政友会協議員を務めた。新潟県北蒲原郡中条町大字本郷に居住した。

## 家族・親族
丹後家　
- 養父・宗淳[3]
- 妹
  - ちよ（1874年 - ?、北海道、相馬哲平の妻）[3]
  - きみ（1881年 - ?、新潟、相馬熊次郎の長男・佳一郎の妻）[3]
  - すえ（1887年 - ?）[3]
- 妻・てえ（1864年 - ?、東京府士族、三好周之助の長女）[3]
- 女・りつ（1892年 - ?）[3]
- 息子[3]

親戚
- 相馬佳一郎（新潟県多額納税者、農業）
- 初代相馬哲平（北海道多額納税者、貴族院議員、相馬合名代表社員）
- 2代相馬哲平（北海道多額納税者、函館貯蓄銀行頭取、相馬合名代表社員、相馬商店社長）